# Deuterotinea paradoxella
Deuterotinea paradoxella är en fjärilsart som beskrevs av Otto Staudinger 1859. Deuterotinea paradoxella ingår i släktet Deuterotinea och familjen Eriocottidae. Inga underarter finns listade i Catalogue of Life.